# Bóle menstruacyjne
Bóle menstruacyjne, zwane również miesiączkowymi, algomenorrhoea, dysmenorrhoea – dolegliwości bólowe towarzyszące menstruacji. Ból występuje zwykle w obrębie miednicy lub podbrzusza i na ogół utrzymuje się przez mniej niż trzy dni. Mogą temu towarzyszyć inne objawy takie jak ból pleców, biegunka czy nudności.
Bóle menstruacyjne są związane z ruchami mięśniówki macicy, usiłującej wydalić złuszczający się nabłonek po tym, jak nie doszło do zapłodnienia i zagnieżdżenia się jaja płodowego. Bóle miesiączkowe mogą wystąpić bez żadnych zaburzeń leżących u ich podstaw. Do zaburzeń mogących powodować bóle menstruacyjne możemy zaliczyć endometriozę, adenomiozę i mięśniaki macicy. Występuje częściej u osób z obfitymi, nieregularnymi miesiączkami, u osób, u których miesiączki rozpoczęły się przed dwunastym rokiem życia oraz u osób z niską masą ciała. Badanie ginekologiczne i USG u osób aktywnych seksualnie bywa wskazane do celów diagnostycznych. Zaburzenia, które należy wykluczyć to ciąża pozamaciczna, zapalenie narządów miednicy mniejszej, śródmiąższowe zapalenie pęcherza moczowego i zespół bólowy miednicy mniejszej.
Bóle menstruacyjne są głównym symptomem zespołu bolesnego miesiączkowania (ZMB) – jednego z najczęstszych zaburzeń miesiączkowania. Ból menstruacyjny jest zjawiskiem bardzo powszechnym, dotykającym od 50 do 90% nastolatek i kobiet w wieku rozrodcznym. Zazwyczaj zaczyna występować w ciągu roku od pierwszej miesiączki. Jeśli nie ma podłoża chorowego to często dolegliwości bólowe zmniejszają się wraz z wiekiem lub po urodzeniu dziecka.

## Klasyfikacja
Ruchy mięśniówki macicy są zazwyczaj wyczuwalne i powodują niewielką bolesność, lecz u kilku do kilkunastu procent kobiet, które mają nadprodukcję prostaglandyn – hormonów powodujących, że skurcze te są wyjątkowo silne i bolesne. Są to tzw. pierwotne bóle menstruacyjne. Nie towarzyszą im żadne inne uchwytne w badaniu klinicznym zmiany w obrębie miednicy mniejszej. U części kobiet, które mają niski próg pobudzenia bólowego, mogą przybierać formę bólów uniemożliwiających normalne funkcjonowanie. Wówczas są one uznawane za chorobę i podlegają leczeniu.
Innym rodzajem okołomiesiączkowych dolegliwości bólowych są wtórne bóle menstruacyjne – występujące rzadziej i z reguły w wyniku zmian nabytych. Chorobami leżącymi u ich podłoża mogą być: zapalenie miednicy mniejszej, mięśniak macicy, polip endometrialny, stenoza szyjki macicy oraz wrodzone i nabyte nieprawidłowości anatomiczne lub czynnościowe narządu rodnego. Terapia takich dolegliwości musi wiązać się z leczeniem dolegliwości leżącej u źródła bólu miesiączkowego typu wtórnego.
Pierwotny bóle menstruacyjne występuje przeważnie u młodych kobiet mających regularne cykle owulacyjne. Dolegliwości mogą wystąpić już przy menarche, ale najczęściej pojawiają się 1–2 lata później. Jeśli zespół objawów pojawi się jeszcze później, to należy podejrzewać bóle menstruacyjne o charakterze wtórnym. Najwięcej kobiet cierpi na to schorzenie między 20. a 25. rokiem życia i wtedy też ma ono najcięższy przebieg.
Dziewczynki karmione w niemowlęctwie mlekiem sojowym (zawierającym genisteinę) częściej mają bolesne miesiączki jako młode dorosłe.

## Etiologia
Etiopatogeneza pierwotnych bólów menstruacyjnych nie jest dokładnie znana, jednak na podstawie dotychczasowych badań można przyjąć, że nadmierna, patologiczna czynność skurczowa macicy jest jednym z najistotniejszych czynników etiologicznych w pierwotnych bólach menstruacyjnych. Podczas menstruacji organizm kobiety produkuje bowiem prostaglandyny – hormony działające miejscowo, syntetyzowane m.in. w endometrium, ale również w ścianie naczyń i myometrium, będące metabolitami przemiany kwasu arachidonowego. Nie są one magazynowane w tkankach, a ich synteza ma miejsce bezpośrednio przed uwolnieniem. Prostaglandyny pobudzają macicę do większej aktywności skurczowej, a w konsekwencji wywołują silniejsze doznania bólowe. Rola prostaglandyn we wtórnym zespole bolesnego miesiączkowania jest mniej udokumentowana, jednak w niektórych przypadkach wykazano podwyższone stężenia prostaglandyn we krwi miesiączkowej, endometrium i surowicy krwi żylnej. Dotyczy to zwłaszcza przypadków, gdy czynnikami wywołującymi wtórne bóle miesiączkowe są: endometrioza, włókniakomięśniaki, rak endometrium oraz stosowanie antykoncepcyjnych wkładek domacicznych.
Zgodnie z wynikami badań Dawooda podwyższone napięcie podstawowe mięśni macicy powyżej 10 mm Hg, podwyższenie amplitudy skurczów powyżej 120 mm Hg oraz wzrost częstości skurczów mogą objawiać się bolesnością w podbrzuszu. Z kolei według Moira wystąpienie bólu menstruacyjnych o charakterze pierwotnym może wiązać się ze zmniejszonym przepływem krwi przez macicę. Hiperaktywność skurczowa macicy podczas menstruacji skutkuje bowiem wzmożonym uciskiem naczyń macicznych, a w końcu niedokrwieniem narządu i bólem.

## Objawy
Głównym objawem bólu menstruacyjnego są bolesne skurcze mięśni zlokalizowane w dolnej części brzucha, często promieniujące do krzyża lub dolnej części kręgosłupa. Zwykle bóle pojawia się w momencie rozpoczęcia krwawienia, choć niektóre kobiety odczuwają je parę dni przed początkiem menstruacji. Ból trwa zwykle przez 12−24 godziny, choć w cięższych przypadkach może ustąpić dopiero po kilku dniach. Obfite krwawienie może potęgować doznania bólowe. Bóle miesiączkowe przybierają czasem postać gwałtowną i napadową, w innych przypadkach mają charakter tępy, ale stały. Obserwuje się również zmianę natężenia i charakteru bólu w poszczególnych cyklach miesiączkowych. Bólowi podbrzusza może także towarzyszyć kilka innych sprzężonych z nim objawów ze strony układu pokarmowego, sercowo-naczyniowego i neurowegetatywnego, takich jak:
- bóle kolkowe;
- ból głowy;
- nudności;
- wymioty;
- zmęczenie;
- ogólne rozbicie;
- zawroty głowy;
- biegunka;
- przemijający ból kurczowy
- labilność nastroju.

Niekiedy bolesne miesiączkowanie poprzedza zespół napięcia przedmiesiączkowego charakteryzujący się obrzękiem, stwardnieniem i bólami piersi, depresją lub wzmożoną pobudliwością. Objawy bolesnych miesiączek zwykle łagodnieją wraz z wiekiem. Wiele kobiet zauważa także poprawę po urodzeniu dziecka.

## Leczenie

### NLPZ
Korzystny efekt terapeutyczny w leczeniu bólów menstruacyjnych przynoszą podawane doustnie inhibitory syntezy prostaglandyn – niesteroidowe leki przeciwzapalne (NLPZ), takie jak deksketoprofen, ibuprofen czy nimesulid. Ich rola polega na hamowaniu syntezy prostaglandyn w mięśniach miednicy, co przekłada się na złagodzenie bólu. W licznych badaniach klinicznych po terapii tymi lekami uzyskiwano obniżenie napięcia podstawowego, częstotliwości i amplitudy skurczów macicy oraz zmniejszenie dolegliwości bólowych w zespole bolesnego miesiączkowania o charakterze pierwotnym. Substancje te wywoływały również spadek stężenia metabolitu PGF 2α w surowicy krwi – najsilniejszego stymulatora czynności skurczowej macicy kobiety nieciężarnej. Podstawowymi przeciwwskazaniami do terapii z zastosowaniem NLPZ są astma, problemy żołądkowe oraz z nerkami i wątrobą, a także okres ciąży i laktacji.

### Antykoncepcja hormonalna
W praktyce leczenia pierwotnych bólów menstruacyjnych obecne jest także podawanie doustnej antykoncepcji hormonalnej. Systemowe badanie z 2009 roku wskazuje, że istnieją pewne ograniczone dowody na zmniejszenie dolegliwości bólowych przy stosowaniu doustnej antykoncepcji hormonalnej u kobiet z bólami miesiączkowymi. Ponadto nie stwierdzono różnic pomiędzy różnymi wariantami tabletek antykoncepcyjnych.

### Inne

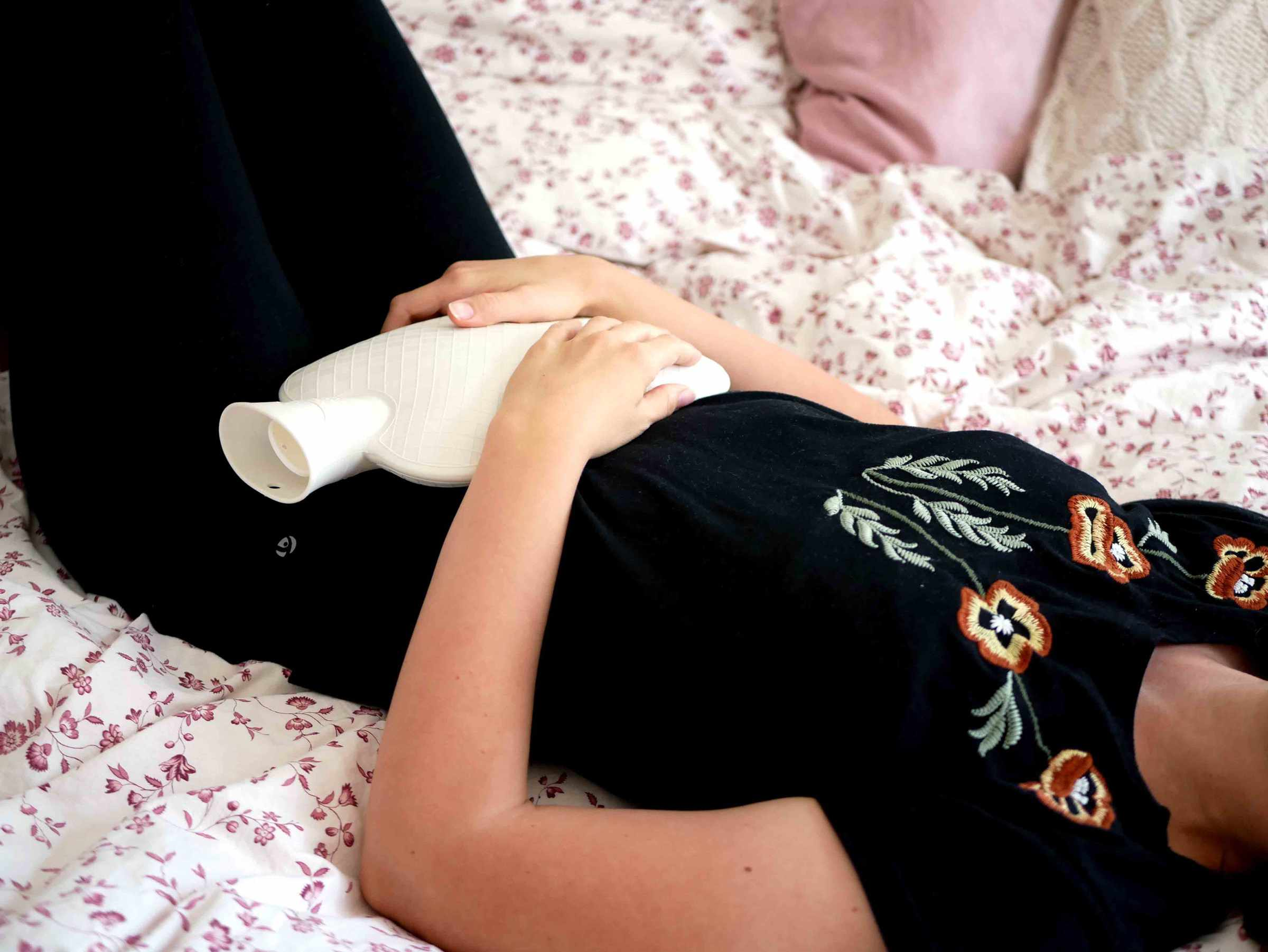
Termofor umieszczony na podbrzuszu w celu łagodzenia dolegliwości bólowych

Przy ZBM nie poleca się stosowania aspiryny, której działanie może wzmóc obfitość krwawienia.
Obok leczenia farmakologicznego złagodzenie objawów bólowych podczas menstruacji przynoszą:
- ciepłe okłady na podbrzusze[14];
- ciepłe kąpiele[14];
- unikanie stresu fizycznego i psychicznego[potrzebny przypis];
- ziołowe leki uspokajające (np. napary z rumianku lub liści malin)[potrzebny przypis]
- masaż i techniki relaksacyjne[potrzebny przypis];
- regularna aktywność fizyczna, niezależnie od intensywności[15];
- odpowiednia dieta (unikanie soli i ostrych przypraw, sięganie po produkty bogate w magnez i wapń)[potrzebny przypis].

## Klasyfikacja ICD10
| kod ICD10     | nazwa choroby                                                                   |
| ------------- | ------------------------------------------------------------------------------- |
| ICD-10: N.94  | Ból i inne stany związane z żeńskimi narządami płciowymi i cyklem miesiączkowym |
| ICD-10: N94.4 | Pierwotne bolesne miesiączkowanie                                               |
| ICD-10: N94.5 | Wtórne bolesne miesiączkowanie                                                  |
| ICD-10: N94.6 | Bolesne miesiączkowanie, nieokreślone                                           |